# Цепелин
 Тази статия е за дирижаблите на граф Цепелин.  За по-общото понятие вижте дирижабъл.  За британската рок-група вижте Лед Зепелин.
Цепелин (на немски: Zeppelin) е тип дирижабъл с твърда носеща конструкция от алуминиеви ребра, построен за първи път от граф Фердинанд фон Цепелин (на немски: Ferdinand von Zeppelin; 1838 – 1917) и носещ неговото име. Успехът на дирижаблите, произвеждани от него, довел до употребата на името „цепелин“ за всички дирижабли с твърда конструкция.

## История
Фон Цепелин използва по-ранен проект на Давид Шварц и поставя началото на компания за промишлено изработване на този тип въздухоплавателни съдове във Фридрихсхафен, на брега на Боденското езеро. Първият полет на първия цепелин LZ1 е на 2 юли 1900 година и продължава 18 минути. Този първи проект има внушителни размери:

- дължина – 128 м
- най-голям диаметър – 11,73 м
- вместимост – 11 327 куб. м
- мощност на двигателите – Даймлер 2 броя х 16 конски сили (т. е. общо ~ 24 киловата).

Тази конструкция с толкова малка мощност на двигателите се оказва неудачна.
През януари 1906 година първи полет прави LZ 2 с два двигателя на борда по 85 hp. Достигната е височина 457 метра и скорост 53 км/ч, но поради тежка авария с двигателите – дирижабълът катастрофира. Опитите продължават и на 9 октомври 1906 година с LZ 3 е направен прелет от 97 километра. Дирижабълът модел LZ 4 прелита до Швейцария с участието на Граф Цепелин.
Размерът на цепелините непрекъснато се увеличавал, защото от него зависел полезният им товар. Гигантски цепелини били използвани за превоз на пътници от първата германска авиокомпания Deutsche Luftschiffahrts-AG (DELAG) в началото на XX век, както и за военни цели, по-специално за разузнавателни полети, доставки на припаси и бомбардировки по време на Първата световна война.
Поражението на Германия във войната временно спира развитието на бизнеса, но потомци на починалия граф продължават делото му и през 20-те години на 20-и век цепелините преживяват ренесанс. Апогеят им е през 30-те години на 20-и век, когато цепелините с обозначения LZ 127 „Граф Цепелин“ и LZ 129 „Хинденбург“ извършват редовни презокеански полети. През 1937 г. обаче става нещастието с „Хинденбург“, който се запалва при кацането си в Ню Джърси и при това загиват част от пътниците. Тази катастрофа, съчетана и с други фактори, дава старт на залеза на тази индустрия.

## В популярната култура
- Катастрофата с „Хинденбург“ е изобразена на корицата на първия албум на Лед Зепелин.